# Meraviglioso/Non sia mai
Meraviglioso/Non sia mai è un singolo di Domenico Modugno pubblicato nel 1968.

## Descrizione
L'incisione di Modugno fu il primo 45 giri dopo il suo ritorno alla RCA Italiana, la casa discografica che aveva lasciato nel 1956. In entrambi i brani è presente l'orchestra diretta dal maestro Franco Pisano.

## Accoglienza
Questo 45 giri, pubblicato nel 1968, non ebbe molto successo e rimase nelle posizioni basse della classifica, non risultando presente nei primi cento 45 giri più venduti dell'anno.

## I brani

### Meraviglioso
Nonostante la scarsa attenzione ricevuta al momento della sua pubblicazione, Meraviglioso divenne ugualmente una delle canzoni più celebri e più amate del cantautore, grazie soprattutto alla reincisione del 1971 con un nuovo arrangiamento curato da Piero Pintucci. La canzone venne scartata dalla commissione esaminatrice per il Festival di Sanremo 1968; Modugno vi partecipò cantando una canzone non sua, Il posto mio.
Ecco come Modugno racconta l'iniziale insuccesso della canzone:
Uno dei motivi dell'esclusione del brano è dovuto al fatto che il racconto di un tentativo di suicidio, proprio l'anno successivo alla tragica scomparsa di Luigi Tenco, venne giudicato inopportuno dalla commissione.
Meraviglioso, con il testo scritto da Riccardo Pazzaglia, racconta la vicenda di un personaggio che una notte starebbe per suicidarsi gettandosi in un fiume, ma «un angelo vestito da passante» lo allontana e lo convince a non commettere il folle gesto chiedendogli come faccia a non accorgersi di quanto il mondo sia meraviglioso e dicendogli che «perfino il tuo dolore potrà apparire poi meraviglioso». La storia ricorda molto quella di una scena del film La vita è meravigliosa di Frank Capra, al quale è probabilmente ispirata.
Questa versione originale di Meraviglioso è stata ristampata in CD solo in alcune compilation di successi del passato, poiché l'album del 1968 in cui era contenuta non è mai stato ristampato in supporto digitale (mentre l'incisione inserita nel CD Tutto Modugno è quella del 1971).
Modugno presentò la canzone alla serata finale di Partitissima il 6 gennaio del 1968, ottenendo il quarto posto.

#### Cover

##### Negramaro
Il brano Meraviglioso è stato reinterpretato nel 2008 dal gruppo salentino Negramaro e inserito nel loro album dal vivo San Siro Live.

##### Altre versioni
Sempre nel 1968, Modugno tentò il rilancio negli Stati Uniti incidendo per la RCA Victor una versione inglese di Meraviglioso, su testo di Jimmy Saunders, che conservò il titolo originale italiano, ma che passò totalmente inosservata.
Nel 1990 una versione col solo pianoforte di Meraviglioso è stata incisa dal cantautore Franco Simone nel'album VocePiano.
Una versione di Meraviglioso è stata eseguita e registrata da Antonella Ruggiero, in collaborazione con la Premiata Forneria Marconi, appositamente per la campagna pubblicitaria 2012 di Edison. Un'altra è stata eseguita e registrata da Alessandro Pitoni & La Negra per l'album Revival. Nel 2013 versione dell'orchestra Malinda Mai.

### Non sia mai
Non sia mai è una canzone d'amore dalla melodia tradizionale, con testo scritto da Modugno insieme a Mario Castellacci.
Venne inserita, come Meraviglioso, nell'album Domenico Modugno, pubblicato nel 1968, e poi anche in Tutto Modugno, in una versione che è quindi stata ristampata molti anni dopo su CD.

## Tracce
Lato A
1. Meraviglioso – 3:45 (testo: Riccardo Pazzaglia – musica: Domenico Modugno)

Lato B
1. Non sia mai – 3:18 (testo: Mario Castellacci – musica: Domenico Modugno)